# باباكوسة سفلي (مقاطعة دالاهو)
باباكوسة سفلي (بالفارسية: باباکوسه سفلی) هي قرية تقع في كرمانشاه في إيران. يقدر عدد سكانها بـ 87 نسمة بحسب إحصاء 2016.